# ستراگاری (ترستنیک)
ستراگاری (به صربی: Stragari) یک منطقهٔ مسکونی در صربستان است که در Trstenik Municipality واقع شده‌است. ستراگاری ۶۶۴ نفر جمعیت دارد.